# Galadistes bourkensis
Galadistes bourkensis är en snäckart som först beskrevs av Smith 1891.  Galadistes bourkensis ingår i släktet Galadistes och familjen Camaenidae. Inga underarter finns listade i Catalogue of Life.